# Спенсер-хаус
Спенсер-хаус (англ. Spencer House) — аристократический особняк в Сент-Джеймсском квартале Вестминстера, построенный в середине XVIII века для правнука герцога Мальборо — Джона, 1-го графа Спенсера.
Проект здания в стиле «греческого возрождения», разработал Джеймс Стюарт «Афинский», который в 1750—1753 годах, одним из первых по заказу Общества дилетантов вместе с Николасом Реветтом совершил научную экспедицию в Грецию с целью изучения древнегреческой архитектуры.
С 1895 года семейство Спенсеров (к которому принадлежала и принцесса Диана) сдаёт особняк в наём для проведения общественных мероприятий. Начиная с 1987 года по инициативе Джейкоба Ротшильда в Спенсер-хаусе проходили реставрационные работы.